# Муниципальное образование «Бахтай»
Муниципа́льное образова́ние «Бахта́й» — муниципальное образование со статусом сельского поселения в Аларском районе Иркутской области России. 
Административный центр — село Бахтай.

## Население
| 2010 | 2011 | 2012 | 2013 | 2014 | 2015 | 2016 |
| ---- | ---- | ---- | ---- | ---- | ---- | ---- |
| 924  | ↘921 | ↘908 | ↗911 | ↘886 | ↘880 | ↘864 |
| 2017 |      |      |      |      |      |      |
| ↘855 |      |      |      |      |      |      |

## Состав сельского поселения
| № | Населённый пункт | Тип населённого пункта       | Население |
| - | ---------------- | ---------------------------- | --------- |
| 1 | Бахтай           | село, административный центр | ↘682      |
| 2 | Жлобина          | деревня                      | ↗173      |
| 3 | Саган-Жалгай     | деревня                      | →3        |
| 4 | Ундэр-Хуан       | деревня                      | ↘50       |